# 살균제
살균제(殺菌劑, 영어: bactericide, bacteriocide, bcidal) 또는 살세균제(殺細菌劑)는 세균을 죽이는 물질이다. 살균제는 소독제, 방부제 또는 항생제이다. 그러나 재료 표면은 예를 들어 곤충 날개와 같은 생체 재료와 같이 물리적 표면 구조에만 기초하여 살균 특성을 가질 수도 있다.

## 같이 보기
- 살균제 (동음이의)
- 살미생물제(microbicide)
- 살진균제(fungicide)
- 소독제(disinfectant)
- 방부제(antiseptic)
- 보존제(preservative)
- 멸균
- 그물내피계통(망상내피계)
- 단핵성 식세포계(단핵식세포계)